# Sergei Djatschenko

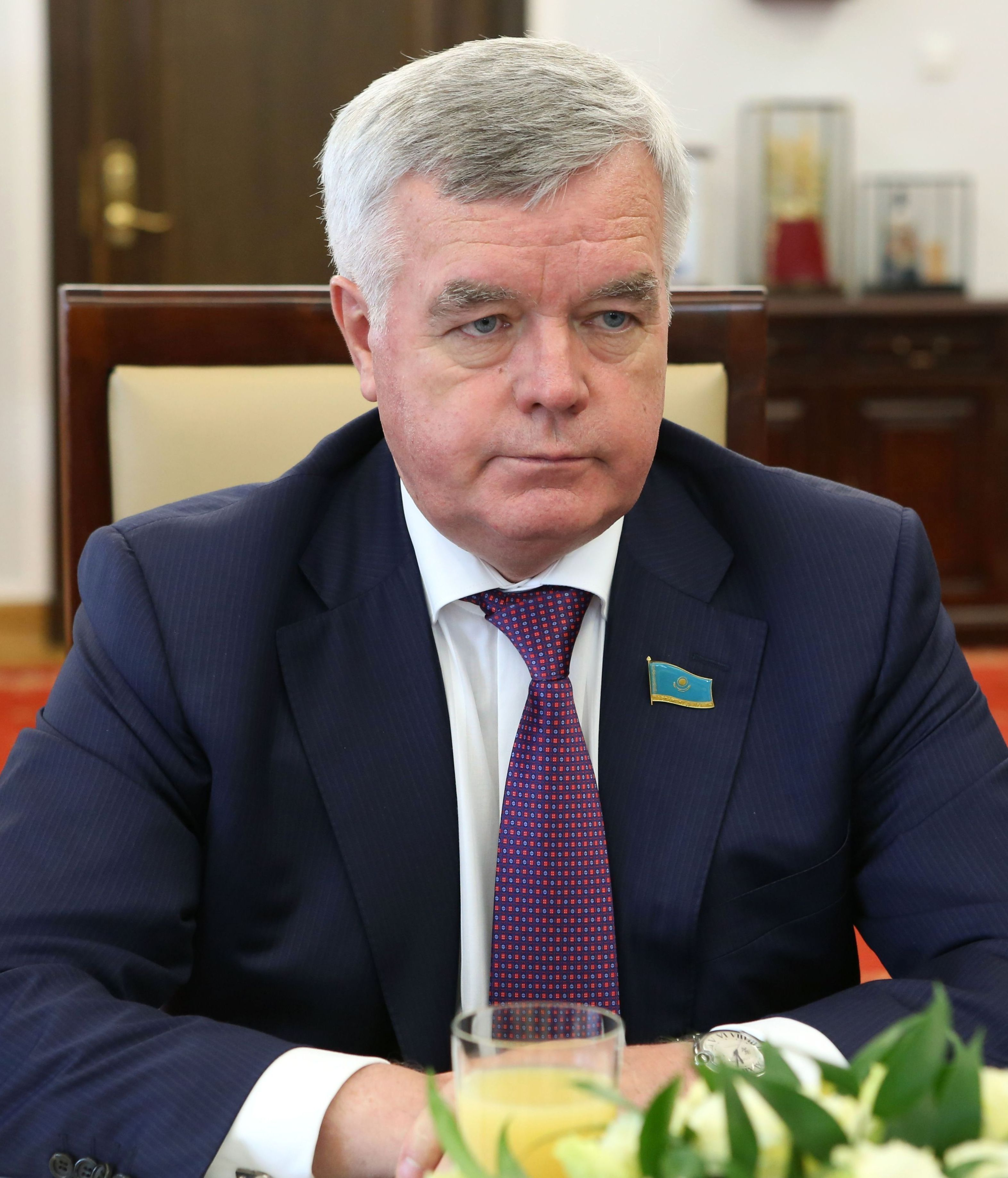
Sergei Djatschenko (2014)

Sergei Aleksandrowitsch Djatschenko (russisch Сергей Александрович Дьяченко; * 18. September 1952 in Schortandy, Kasachische SSR; † 26. Oktober 2016 in Astana) war ein kasachischer Politiker.

## Leben
Sergei Djatschenko wurde 1952 in der Siedlung Schortandy in der Oblast Akmolinsk geboren. Er studierte in der Industrie- und Wirtschaftsabteilung am Institut für Planung in Kuibyschew, wo er 1972 seinen Abschluss machte. Seine berufliche Laufbahn begann er in einem Unternehmen in Kusnezk in der Oblast Pensa. Zwischen 1973 und 1975 absolvierte er den zweijährigen Wehrdienst in der sowjetischen Armee im fernöstlichen Militärbezirk.
Bis 1985 war er Lehrer des Kreisausschusses des Komsomol von Schortandy, Erster Sekretär des Bezirkskomitees, sowie Erster Sekretär des Regionalkomitees von Zelinograd. Anschließend war er von 1985 bis 1991 Erster Sekretär des Stadtkomitees der Kommunistischen Partei Kasachstans in Kokschetau und zugleich seit 1990 auch Vorsitzender des Stadtrats der Stadt. 1991 war er stellvertretender Vorsitzender des Staatlichen Komitees für Jugend, Leibeserziehung und Sport der Kasachischen SSR. Nach der Unabhängigkeit Kasachstans wurde Djatschenko stellvertretender Minister für Tourismus, Körperkultur und Sport. Diesen Posten bekleidete er bis 1993, bevor er in verschiedenen Organisationen tätig war. Nach der kasachischen Parlamentswahl 1999 wurde er Abgeordneter für die Regierungspartei Nur Otan in der Mäschilis, wo er Mitglied des sozialen und kulturellen Entwicklungsausschusses war. Auch nach der Parlamentswahl 2004 und der Parlamentswahl 2007 blieb er Abgeordneter für Nur Otan im kasachischen Parlament, wo er von 2004 an außerdem stellvertretender Vorsitzender war. Am 13. März 2010 wurde er zum Äkim (Gouverneur) des Gebietes Aqmola ernannt. Bei der Wahl 2012 war er erneut Kandidat auf der Parteiliste von Nur Otan und ab Januar wieder Abgeordneter. Bei der Wahl 2016 stand er wieder als Kandidat für Nur Otan zur Wahl und war dann ab März 2016 Mitglied des Ausschusses für Wirtschaftsreformen und regionale Entwicklung des Parlaments.
Er starb am 26. Oktober 2016 nach einer schweren Krankheit.